# Friuli
Friuli er et område i Italien som er en del af regionen Friuli-Venezia Giulia og en mindre del af Veneto.
Friuli består af provinserne Udine, Gorizia, Pordenone.
Friuli har sit eget sprog kaldet Friulisk.

## Historie
I 181 f.Kr. grundlagde romerne Aquileia og Friuli blev en del af romerriget. Indtil da havde området været beboet af forskellige stammer, som kun har efterladt sig arkæologiske spor. Med tiden blev Aquileia en af de største byer i romerriget. Romerne grundlagde også havnen i Grado.
Fra 401 e.Kr. blev Friuli invaderet af Visigoter, ostrogoter og hunner, i 452, frem til romerrigets sammenbrud i 476.  
I 568 e.Kr. blev Friuli invaderet af Longobarderne, der gjorde Cividale til deres hovedby.
Fra 1420 til frem var Friuli en del af Venedigs terraferma (fastland). Udine var i denne periode hovedsæde for Venedigs styre. I forbindelse med Venedigs fald under Napoleonskrigene overgik Friuli til Østrigsk herredømme sammen med Lombardiet.
Italien blev samlet i 1861, men først med den Tredje Italienske Uafhængighedskrig i 1866 blev det vestlige Friuli en del af Italien. Den østligste del bliver først en del af Italien efter 1. verdenskrig, hvor en stor del af kampene mellem Italien og Østrig-Ungarn blev udkæmpet i Friuli. 
Efter 2. verdenskrig blev Friuli en del af Friuli-Venezia Giulia.
 Der er for få eller ingen kildehenvisninger i denne artikel, hvilket er et problem. Du kan hjælpe ved at angive troværdige kilder til de påstande, som fremføres i artiklen.

46°10′N 13°00′Ø / 46.17°N 13°Ø